# Bougainvillia
Bougainvillia är ett släkte av nässeldjur som beskrevs av René-Primevère Lesson 1836. Bougainvillia ingår i familjen Bougainvilliidae.

## Bildgalleri

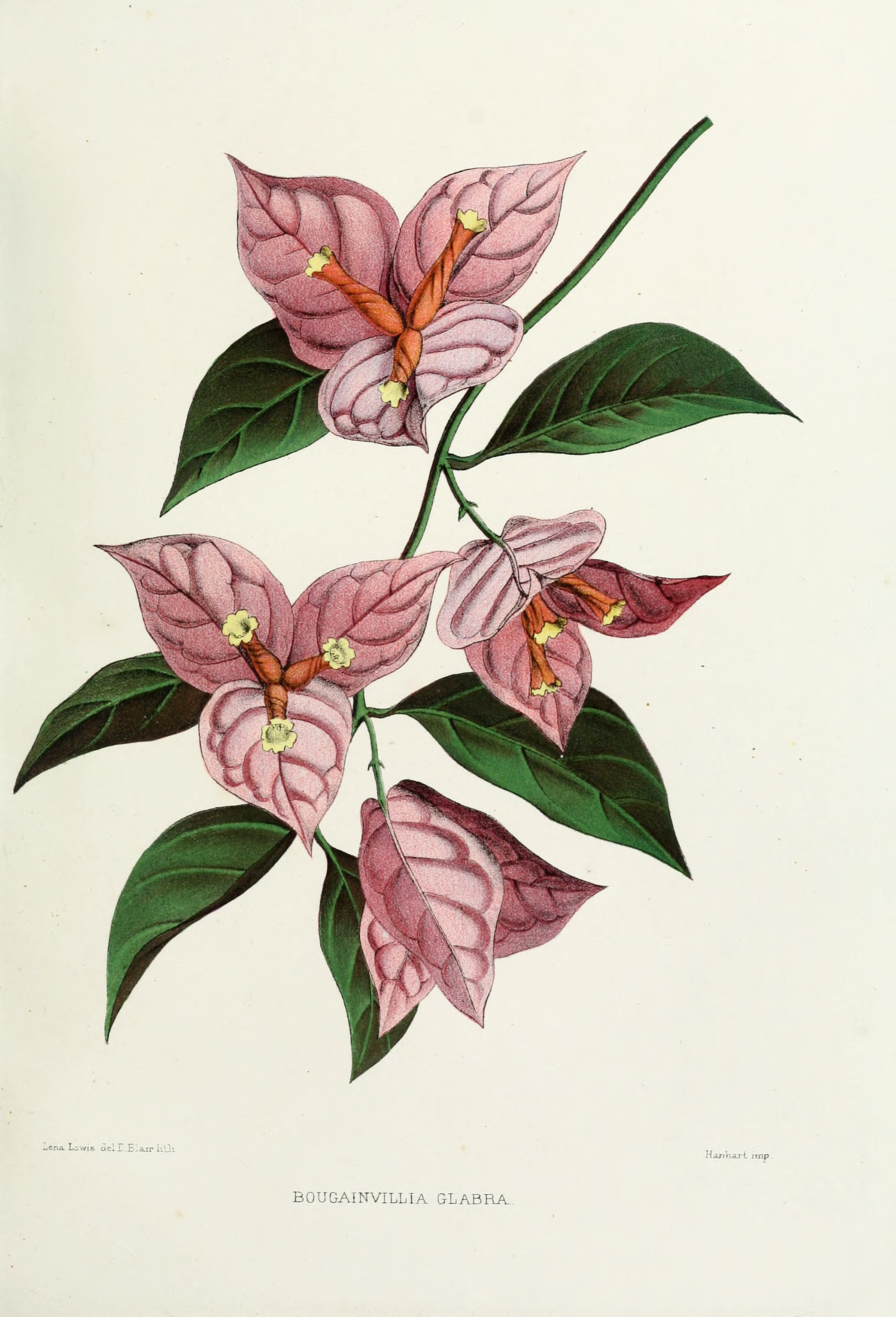
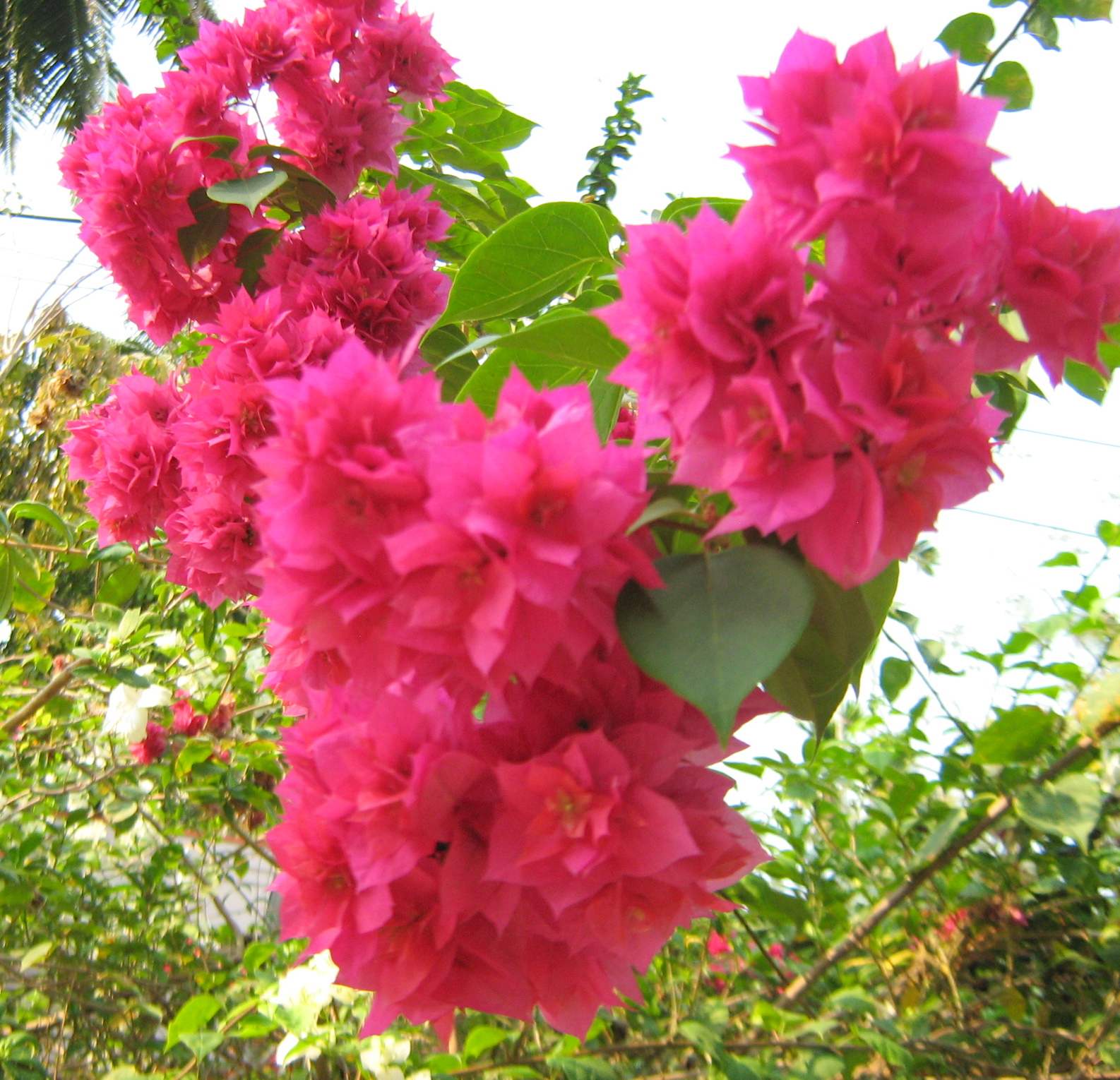

## Dottertaxa tillBougainvillia, i alfabetisk ordning[1][2]
- Bougainvillia aberrans
- Bougainvillia alderi
- Bougainvillia aurantiaca
- Bougainvillia balei
- Bougainvillia bitentaculata
- Bougainvillia bougainvillei
- Bougainvillia britannica
- Bougainvillia carolinensis
- Bougainvillia charcoti
- Bougainvillia crassa
- Bougainvillia dimorpha
- Bougainvillia frondosa
- Bougainvillia fulva
- Bougainvillia glorietta
- Bougainvillia inaequalis
- Bougainvillia involuta
- Bougainvillia longicirra
- Bougainvillia longistyla
- Bougainvillia macloviana
- Bougainvillia maniculata
- Bougainvillia meinertiae
- Bougainvillia multicilia
- Bougainvillia multitentaculata
- Bougainvillia muscoides
- Bougainvillia muscus
- Bougainvillia niobe
- Bougainvillia paraplatygaster
- Bougainvillia platygaster
- Bougainvillia principis
- Bougainvillia prolifera
- Bougainvillia pyramidata
- Bougainvillia ramosa
- Bougainvillia robusta
- Bougainvillia rugosa
- Bougainvillia simplex
- Bougainvillia superciliaris
- Bougainvillia trinema
- Bougainvillia vervoorti